# Кавна, Майкл
Майкл Кавна (англ. Michael Cavna) — американский писатель и художник. Является создателем колонки «Comic Riffs» в газете The Washington Post.

## Биография
Окончил Калифорнийский университет в Сан-Диего.

## Награды
Его колонка получала национальные награды Общества журналистики в 2013, 2014, 2015, 2016, 2017 и 2021 годах. Также она трижды номинировалась на премию Айснера в области журналистики.